# Psalm 9
Psalm 9 è il primo album in studio del gruppo musicale doom metal statunitense Trouble, pubblicato nel 1984.

## Tracce
Side 1
1. The Tempter – 6:37
2. Assassin – 3:13
3. Victim of the Insane – 5:10
4. Revelation (Life or Death) – 5:06

Side 2
1. Bastards Will Pay – 3:43
2. The Fall of Lucifer – 5:44
3. Endtime – 4:59
4. Psalm 9 – 4:49

## Formazione
- Eric Wagner - voce
- Bruce Franklin - chitarre
- Rick Wartell - chitarre
- Sean McAllister - basso
- Jeff Olson - batteria